# خاستگاه چندمنطقه‌ای انسان‌های مدرن
فرضیهٔ خاستگاه چندمنطقه‌ای انسان‌های مدرن یک مدل‌سازی علمی است که توضیحاتی در مورد الگوهای تکامل انسان ارائه می‌دهد. این فرضیه بیان می‌دارد که انسان‌ها در ابتدای دورهٔ پلیستوسن، حدود دو میلیون سال پیش تکامل یافتند و پس از آن تکامل انسان به‌طور پیوسته در چهارچوب یک گونهٔ واحد انسان رخ داده‌است. این گونهٔ واحد در بر گیرندهٔ فرمهای مختلف انسان شامل انسان راست‌قامت و نئاندرتال و همچنین فرم‌های نوین انسان می‌باشد که در سرتاسر جهان تکامل یافتند و منجر به پیدایش جمعیت‌های متنوع انسان خردمند امروزی شدند.